# Discogs
Discogs je internetová databáze hudebních diskografií. Vlastní ji firma Zink Media, Inc. a založil ji Kevin Lewandowski. Servery jsou uloženy v Portlandu, Oregonu (v USA). Discogs patří mezi největší online databáze elektronické hudby a také mezi největší vinylové databáze. Stránka má[kdy?] kolem 1,3 miliónů umělců, přes 130 000 tisíc hudebních vydavatelství a denně tuto stránku navštíví přes 200 000 uživatelů.